# Mogera etigo
Mogera etigo — зникомий вид ссавців родини кротових (Talpidae). Це ендемік Японії, зустрічається лише на рівнині Ечіго, Префектура Ніїґата.